# Carnegie Hall Tower
Carnegie Hall Tower este un zgârie-nori de 60 etaje (231 m) ce se află în New York City. A fost proiectat de Cesar Pelli în 1987 și construit în 1991.
1. ↑   http://structurae.net/structures/data/index.cfm?id=s0022058 Lipsește sau este vid: |title= (ajutor)